# Frankfurter Bürgerstiftung
Die Frankfurter Bürgerstiftung im Holzhausenschlösschen ist eine gemeinnützige, selbständige Stiftung des bürgerlichen Rechts mit Sitz in Frankfurt am Main.

## Geschichte

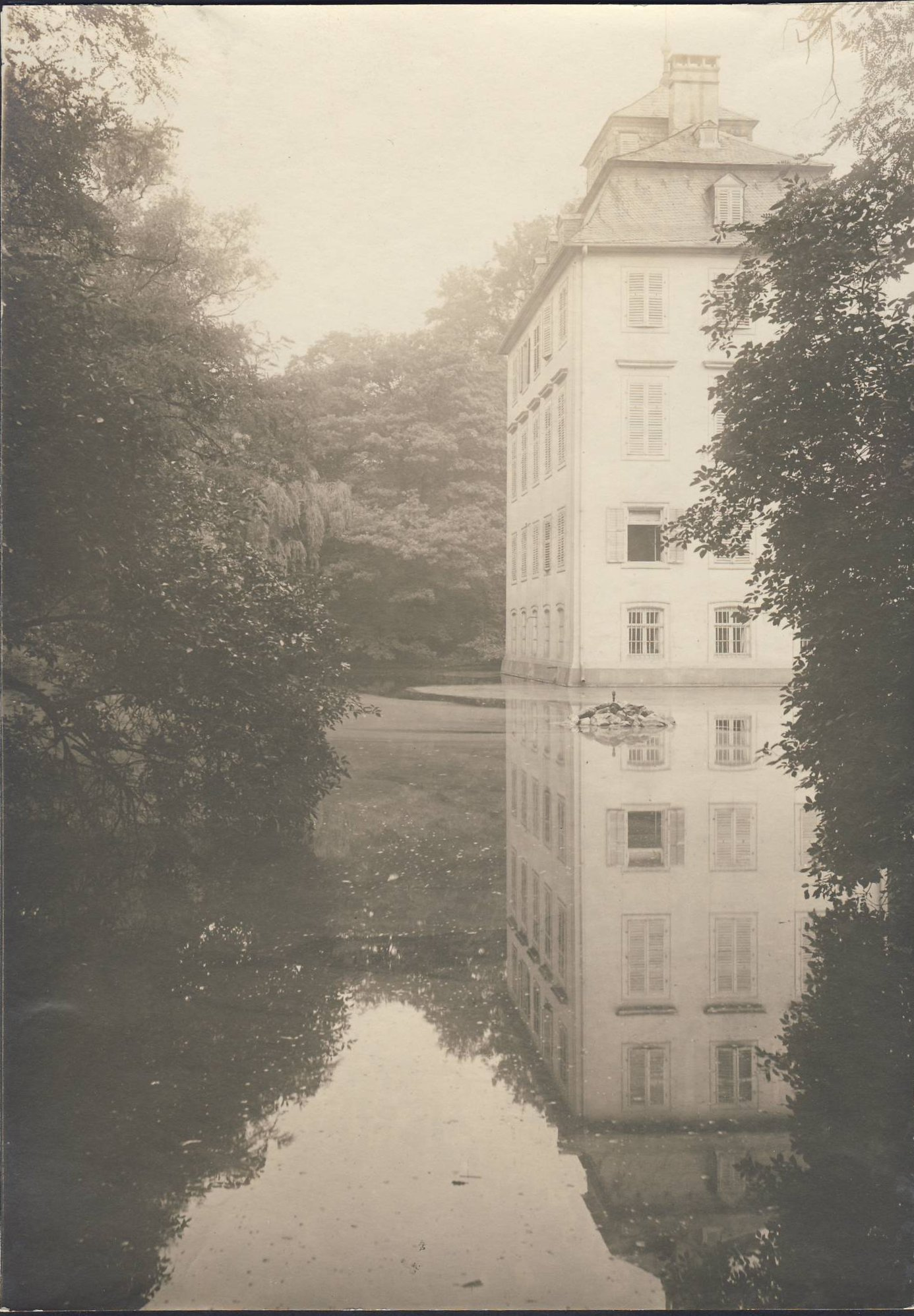
Das Holzhausenschlösschen in Frankfurt 1911

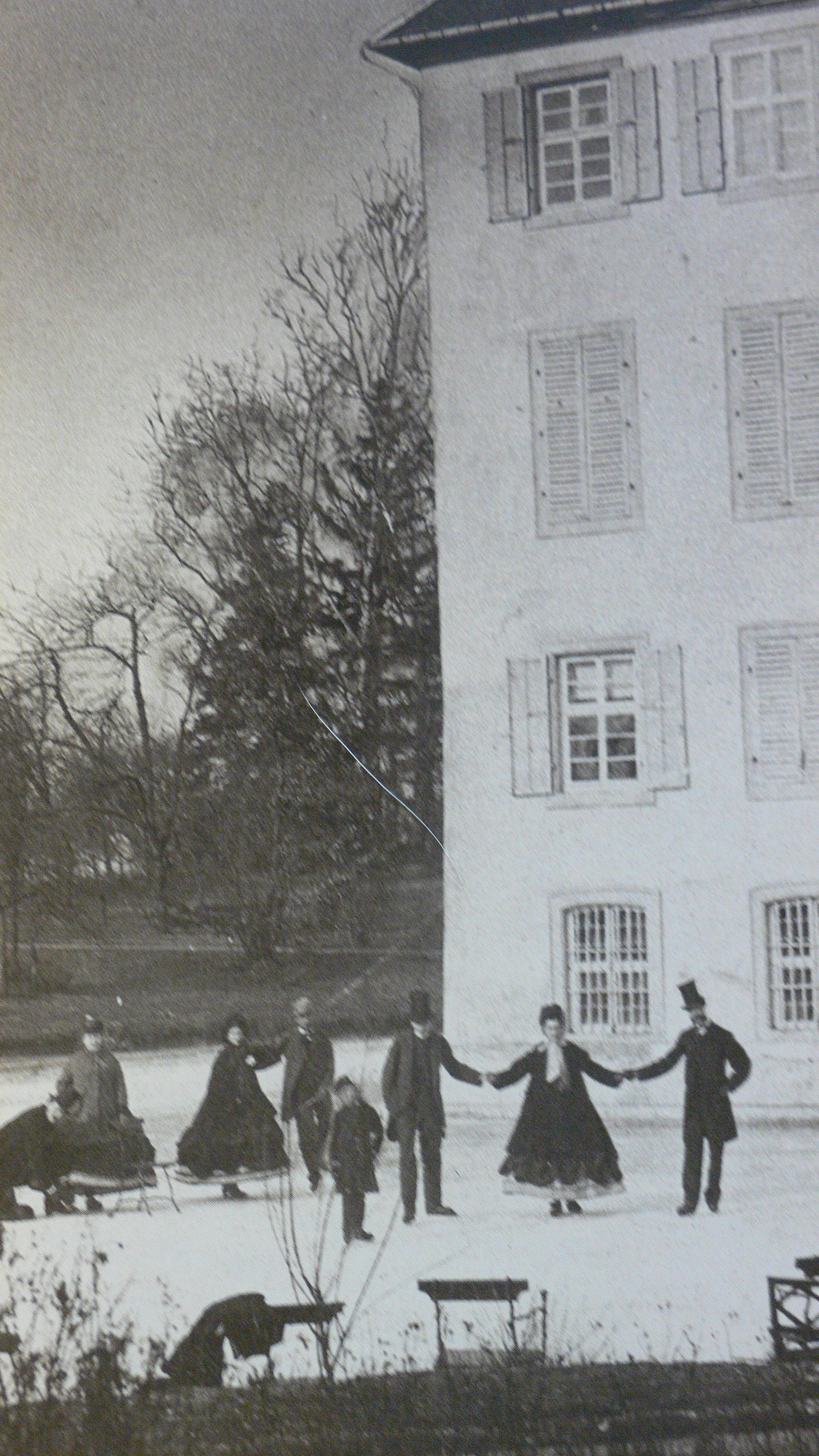
Das Holzhausenschlösschen in Frankfurt im Winter 1913

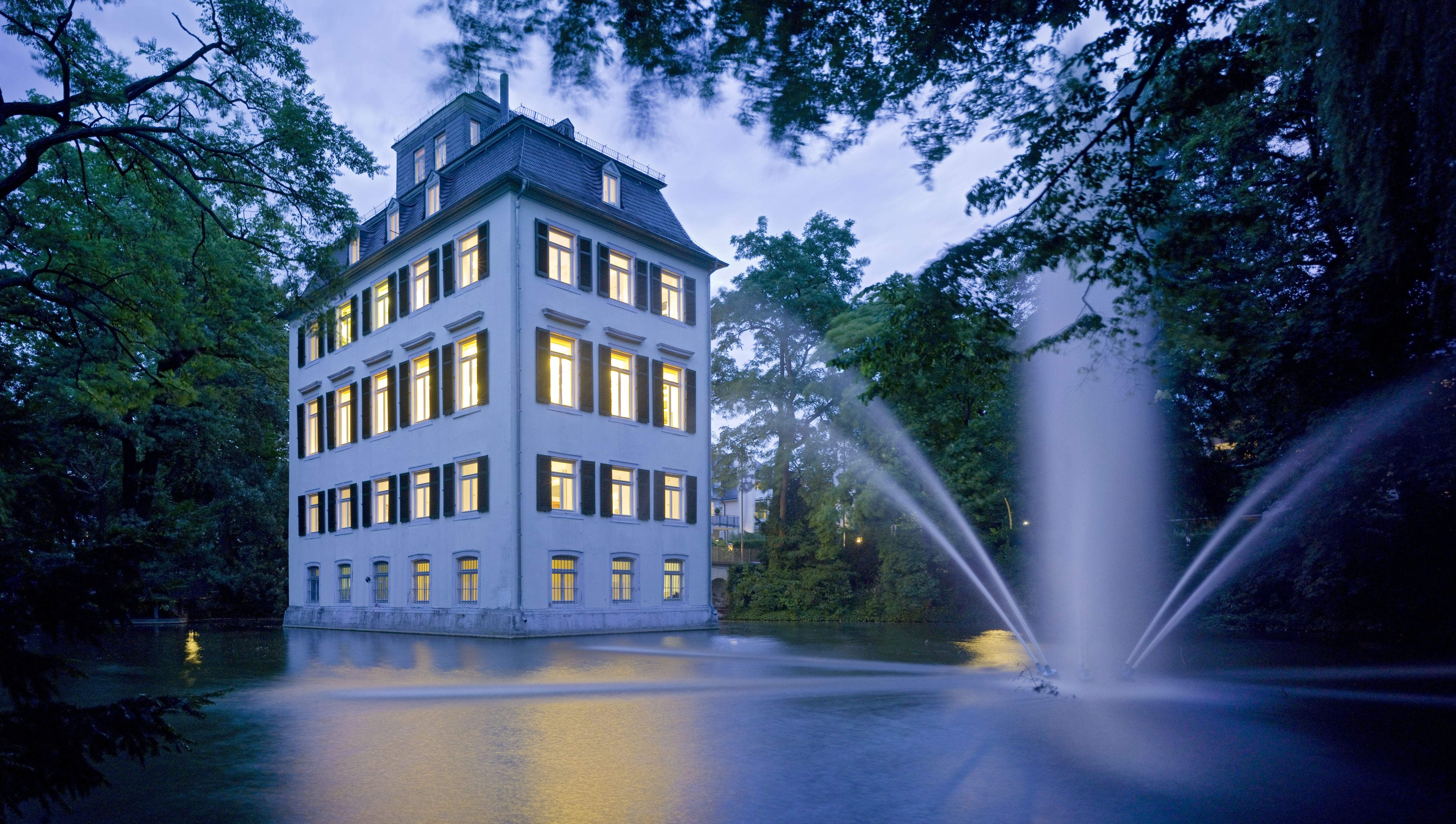
Das Holzhausenschlösschen in Frankfurt 2012

Sie wurde 1989 gegründet, um die Geschichte Frankfurter Bürger, Familien, Initiativen, Institutionen und deren Stiftungen zu erforschen.
Gründungsmitglieder der Frankfurter Bürgerstiftung sind die Cronstett- und Hynspergische evangelische Stiftung, die Roman und Helmine Spagl-Stiftung, die Ernst Max von Grunelius Stiftung, die Stiftung Allgemeine Hypothekenbank, Frau Barbara von Metzler, die Degussa AG und das Institut für Gemeinwohl GmbH.
Sitz und Veranstaltungsort der Veranstaltungen ist seit Beginn das Holzhausenschlösschen im Frankfurter Nordend.
Es gilt seit der Renaissance als Ort von Kunst und Kultur. Seine Gestalt erhielt das Wasserschloss, das über eine steinerne Brücke erreichbar ist, in den Jahren 1727 bis 1729. Eine der ersten Maßnahmen der Frankfurter Bürgerstiftung war die Renovierung des heruntergekommenen Gebäudes. Der einstige befestigte Gutshof vor den Toren Frankfurts, im Jahr 1398 erstmals erwähnt, war bereits im 16. Jahrhundert ein beliebter Treffpunkt von Frankfurter Künstlern und Gelehrten. Hamman von Holzhausen richtete damals den Sommersitz seiner Familie hier ein, in deren Besitz das mehrfach umgebaute Gebäude blieb, bis die Familie 1923 ausstarb.
Die Stiftung unterhält ein Büro mit mehreren Angestellten. Die Administration besteht seit 2016 aus York Freiherr von Lersner (Erster Administrator), Constantin H. Alsheimer (Zweiter Administrator), Felix Freiherr von Lepel (Schatzmeister) und dem weiteren Administrator Peter M. Haid. Geschäftsführer ist seit 1997 Clemens Greve.

### Arbeit der Stiftung
Die Stiftung ist nach eigenen Angaben die älteste deutsche Bürgerstiftung, die nach dem 10-Punkte-Prinzip des Bundesverbandes Deutscher Stiftungen arbeitet. Sie arbeitet ohne städtische oder staatliche Subventionen und verfolgt ausschließlich wissenschaftliche und kulturelle Zwecke, insbesondere durch:
- Förderung und Durchführung kultureller Veranstaltungen wie Kammerkonzerte, Vorträge, Lesungen, Jazz-Konzerte, Theateraufführungen, Kinderveranstaltungen
- Erforschung der Geschichte und Kunstgeschichte der Stadt Frankfurt am Main unter besonderer Berücksichtigung der Familien, Persönlichkeiten, Institutionen und ihrer Stiftungen
- Vergabe von entsprechenden Forschungsaufträgen, Stipendien, und regelmäßige Publikation der Forschungsergebnisse
- Erfassung, Erwerb und Erhaltung von Francofurtensien, insbesondere von Objekten, welche das soziale, wirtschaftliche, rechtliche, religiöse und politische Wirken Frankfurter Bürger belegen
- Pflege und Erhaltung der Nutzungsmöglichkeit von Gegenständen des Denkmalschutzes in Frankfurt am Main, insbesondere des Holzhausenschlösschens
- Präsentation von Lebenssituationen Frankfurter Bürger
- Ausstellungen zu Forschungs- und Erwerbsschwerpunkten sowie zu sonstigen Stiftungszwecken
- Führungen, Vorträge

Die Stiftung leistet einen wesentlichen Beitrag zum kulturellen Leben der Stadt Frankfurt am Main, unter anderem durch jährlich ca. 300 öffentliche Veranstaltungen in den Bereichen:
- Kammerkonzerte
- Vortragsreihen
- Lesungen
- Ausstellungen
- Kinderveranstaltungen
- Veröffentlichungen in der Schriftenreihe Mäzene, Stifter, Stadtkultur und Frankfurter Architektur und Geschichte
- CD-Publikationen Jazz-CDs mit dem Emil Mangelsdorff Quartett und Kinder-CDs mit dem Schlosskater Ferdinand